# Glochidion dasystylum
Glochidion dasystylum är en emblikaväxtart som beskrevs av Wilhelm Sulpiz Kurz. Glochidion dasystylum ingår i släktet Glochidion och familjen emblikaväxter. Inga underarter finns listade i Catalogue of Life.